# Type Morlon
Pour les articles homonymes, voir Morlon (homonymie).
Le Type Morlon est un type de gravure du Franc français dessiné et gravé par Pierre-Alexandre Morlon à partir de 1931 et qui eut une utilisation jusqu'en 1959. Il fut aussi le créateur de timbres-poste.

La Marianne de Morlon

Ce modèle servit pour des pièces de 50 centimes, 1 franc et 2 francs. L'avers de la pièce représente une tête de la république de profil, coiffée du bonnet phrygien agrémenté d'une cocarde et d'une couronne d'épis de blé et de feuilles de chêne, légende circulaire repvbliqve française et signature Morlon. Le revers présente deux cornes d'abondance de part et d'autre de la valeur faciale, en haut, liberte-egalite-fraternite, en bas, la date entre deux différents, le graveur (une corne d'abondance : Morlon, et le graveur général, une aile : Lucien Bazor).
La première émission de 1931 succède à la période troublée des 10 années d'après guerre où les monnaies divisionnaires furent rares et remplacées par la monnaie de nécessité et l'émission des Bon pour des chambres de commerce 50 c, 1 F, et 2 F du graveur Domard. La réforme du Franc Poincaré de 1928 amenait une remise à plat du système monétaire français.

## Tableau des émissions
| Années      | Valeur      | Diamètre | poids | Tranche | Métal              | Tirage total          | Commentaires                                                          |
| ----------- | ----------- | -------- | ----- | ------- | ------------------ | --------------------- | --------------------------------------------------------------------- |
| 1931 à 1940 | 50 centimes | 18 mm    | 2 g   | lisse   | bronze d'aluminium | 447 989 230           | IIIe République                                                       |
| 1941        | 50 centimes | 18 mm    | 2 g   | lisse   | idem               | 82 667 663            | émise par l'État français sans changer les mots repvbliqve française  |
| 1941        | 50 centimes | 18 mm    | 0,7 g | lisse   | aluminium          | 129 758 321           | émise par l'État français sans changer les mots repvbliqve française' |
| 1944 à 1947 | 50 centimes | 18 mm    | 0,7 g | lisse   | aluminium          | 169 643 076           | gouvernement provisoire et IVe République                             |
| 1931 à 1940 | 1 franc     | 23 mm    | 4 g   | lisse   | bronze d'aluminium | 308 667 360           | IIIe République                                                       |
| 1941        | 1 franc     | 23 mm    | 4 g   | lisse   | idem               | 4 976 000             | émise par l'État français sans changer les mots repvbliqve française  |
| 1941        | 1 franc     | 23 mm    | 1,3 g | lisse   | aluminium          | ----                  | émise par l'État français sans changer les mots repvbliqve française  |
| 1943        | 1 franc     | 23 mm    | 1,6 g | lisse   | zinc et aluminium  | 17 200 + 4 400        | frappée à Alger avec des coins copiés                                 |
| 1944 à 1959 | 1 franc     | 23 mm    | 1,3 g | lisse   | aluminium          | 807 876 857           | gouvernement provisoire, IVe et Ve Républiques                        |
| 1931 à 1940 | 2 franc     | 27 mm    | 8 g   | lisse   | bronze d'aluminium | 128 064 190           | IIIe République                                                       |
| 1941        | 2 francs    | 27 mm    | 8 g   | lisse   | idem               | inclus frappe de 1940 | émise par l'État français sans changer les mots repvbliqve française  |
| 1941        | 2 francs    | 27 mm    | 2,2 g | lisse   | aluminium          | ----                  | émise par l'État français sans changer les mots repvbliqve française  |
| 1944 à 1959 | 2 franc     | 27 mm    | 2,2 g | lisse   | aluminium          | 341 573 630           | gouvernement provisoire, IVe et Ve Républiques                        |

Notes:
- Une petite lettre située sous la date, entre les deux cornes d'abondance indique les ateliers de frappe. Pas de lettre = Paris - 'B' = Beaumont-le-Roger, 'C' = Castelsarrasin
- En 1943, l'Algérie passée sous contrôle de la France libre frappe quelques milliers de pièces avec des coins gravés par Graziani copiant Morlon. Elles sont très rares.
- En 1959, juste avant la réforme du nouveau franc, il est encore frappé des pièces de 1 franc et 2 francs en aluminium. Toutes les pièces de 1 franc et 2 francs en aluminium du type Morlon ne furent jamais démonétisées, ayant cours virtuel pour 1 et 2 centimes jusqu'à l'apparition de l'Euro.
- Chaque valeur faciale a une monnaie marquée ESSAI, en général millésimée de la première année de fabrication ou de l'année antérieure.

## Galerie

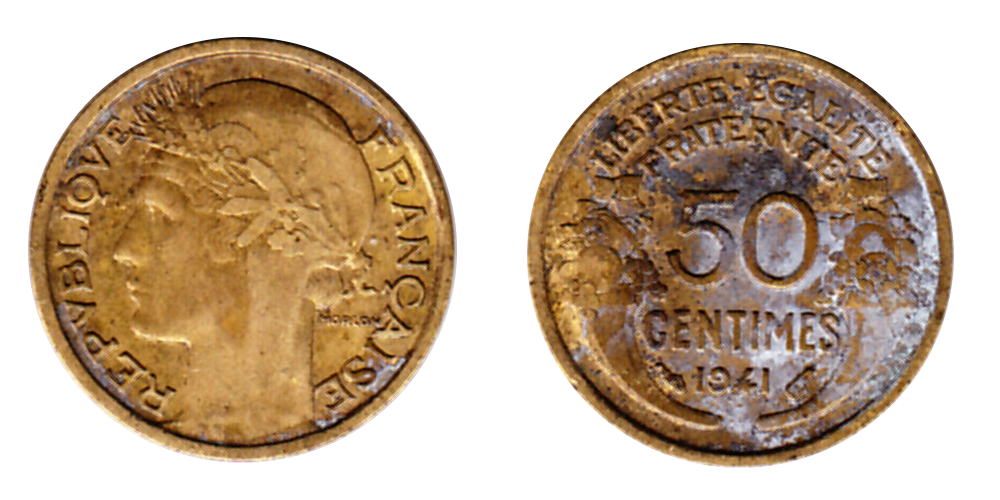
50 centimes, 1941
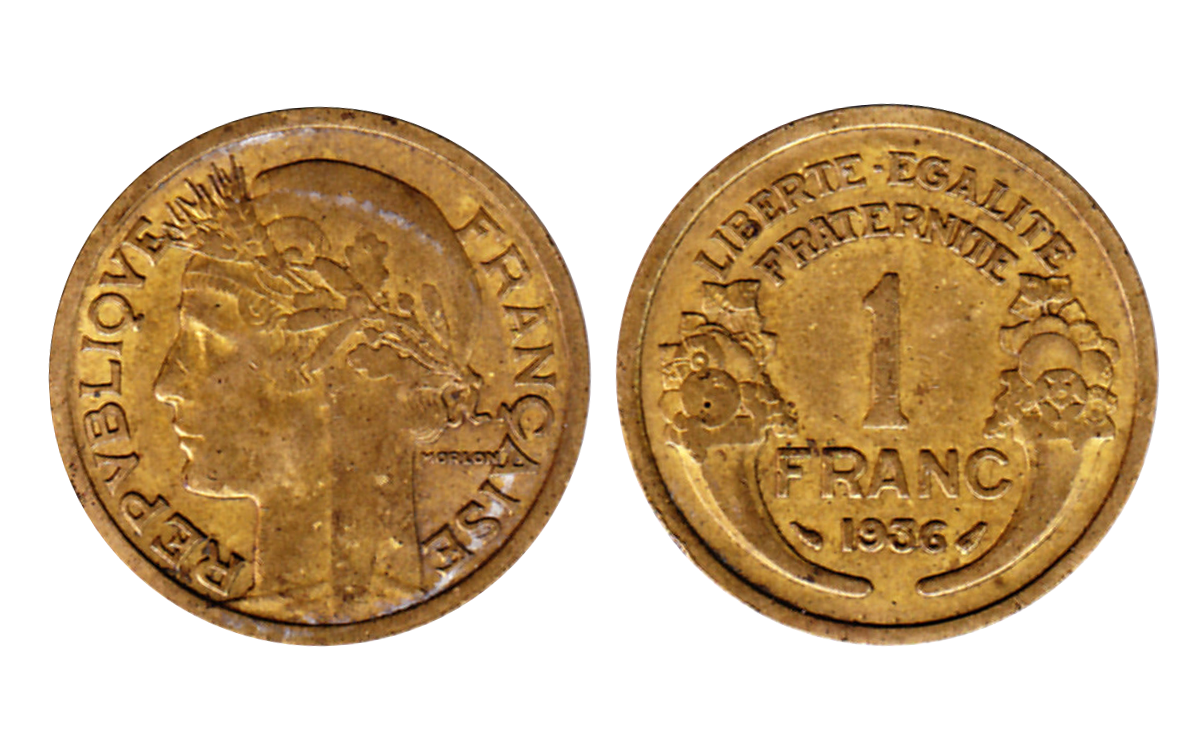
1 franc, 1936
1 franc légère frappée à Paris, aluminium, 1945
1 franc légère frappée à Beaumont-le-Roger, aluminium, 1957
2 francs frappée à Paris, aluminium, 1947
2 francs frappée à Beaumont-le-Roger, aluminium, 1947